# Нагрузка (электротехника)
Нагрузка в электротехнике — электрическая цепь (как правило, двухполюсник, реже — многополюсник) по отношению к другой электрической цепи, к которой она подключена.
- - активная (омическая) нагрузка — импеданс которой активный (действительный).
  - реактивная нагрузка — импеданс которой мнимый, то есть имеет реактивный характер (ёмкостная, индуктивная нагрузка).
  - комплексная нагрузка — действительная и мнимая части импеданса которой отличны от нуля.
  - согласованная нагрузка — импеданс которой удовлетворяет условию согласования, что обеспечивает выделение максимальной мощности в активной составляющей её импеданса при данном внутреннем импедансе источника; согласованная нагрузка обеспечивает поглощение падающей волны и минимальное значение коэффициента стоячей волны в линии передачи, см. терминатор, эквивалент антенны; также используется термин поглощающая нагрузка.